# Santi Pietro e Paolo
Santi Pietro e Paolo, emellanåt benämnd Santi Pietro e Paolo all'EUR, är en kyrkobyggnad och titelkyrka i Rom, helgad åt de heliga Petrus och Paulus. Kyrkan är belägen vid Viale dei Santi Pietro e Paolo i quartiere Europa och tillhör församlingen Santi Pietro e Paolo.
Kyrkan förestås av konventualfranciskaner.

## Historia
Kyrkan uppfördes åren 1939–1955 efter ritningar av arkitekten Arnaldo Foschini; han assisterades av Tullio Rossi, Costantino Vetriani och Alfredo Energici. Kyrkan konsekrerades dock inte förrän den 29 juni 1966 av kardinal Franjo Šeper.

## Exteriören
Kyrkans kupol reser sig 72 meter över marken och har en diameter på 32 meter. Ingångsportalens nisch har ett dörrpar i brons med reliefer med scener ur de bägge apostlarna Petrus och Paulus liv; relieferna är ett verk av Giovanni Prini. Ovanför dörrarna sitter stenreliefen Kristus överlämnar himmelrikets nycklar åt Petrus och en inskriptionstavla med texten:

Själva portalbyggnaden kröns av två änglar vilka tillber Jesu Kristi kors. Nedanför denna skulptur ses inskriptionen: 

## Interiören

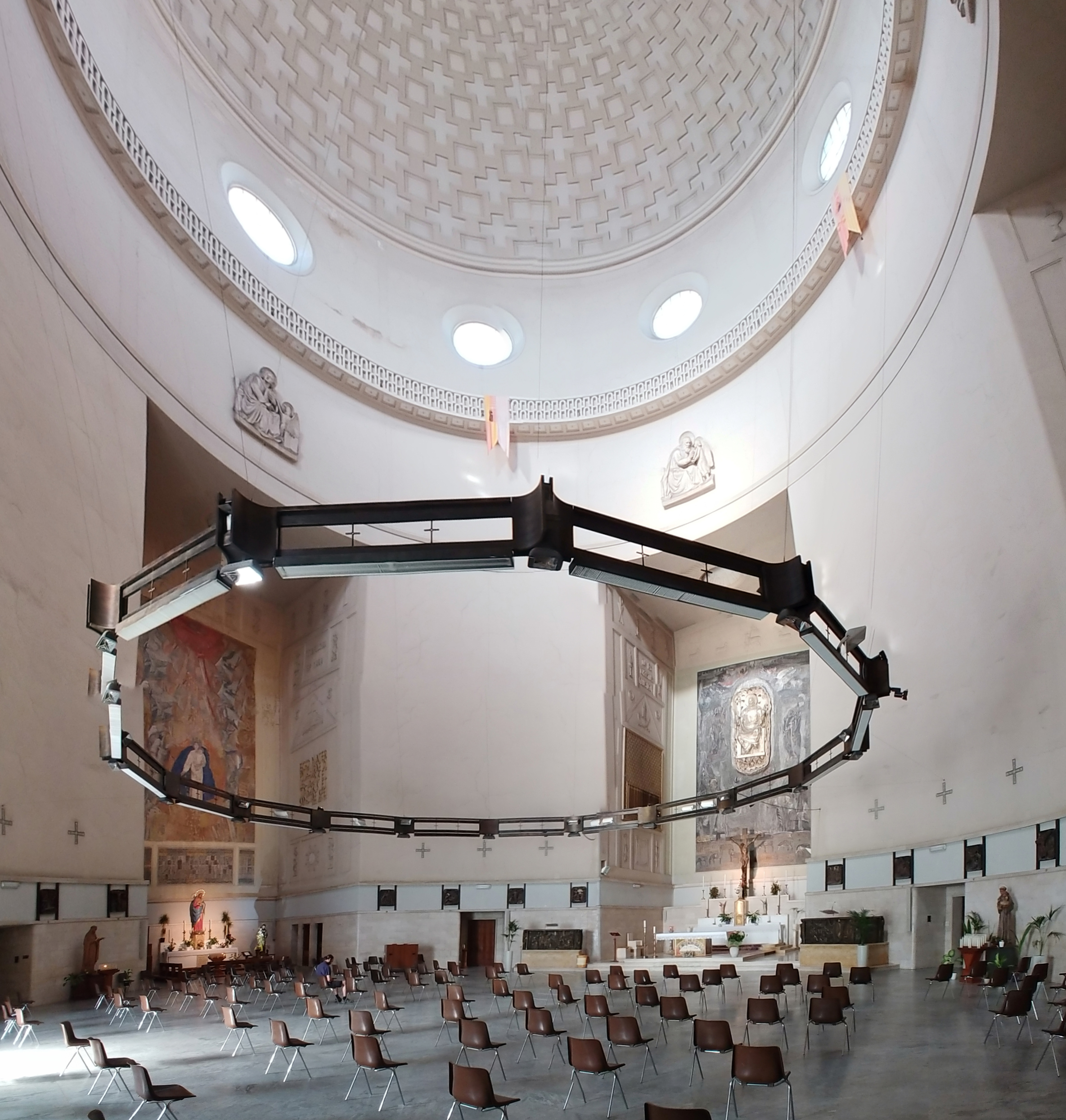
Interiör.

Interiören domineras av Attilio Selvas skulptur Kristus Konungen, vilken är infogad i en enorm mosaik ovanför högaltaret. Nedanför denna ses ett bronskrucifix, utfört av Giuseppe Graziosi. Det högra sidokapellet är invigt åt den helige Franciskus av Assisi. Här har den ungersk-italienske konstnären János Hajnal utfört en mosaik som framställer Franciskus tillsammans med andra franciskanska helgon. I det vänstra sidokapellet, invigt åt den Obefläckade Avlelsen, återfinns Bruno Saettis Madonnan och Barnet med änglar.

## Titelkyrka
Kyrkan stiftades som titelkyrka med titeln Santi Pietro e Paolo a Via Ostiense av påve Paulus VI år 1965.
Kardinalpräster
- Franjo Šeper: 1965–1981
- Ricardo Vidal: 1985–2017
- Pedro Barreto: 2018–

## Bilder
| - Petrus (av Domenico Ponzi). Skulptur utanför kyrkan. - Paulus (av Francesco Nagni). Skulptur utanför kyrkan. |